# جيمس باور (مخرج أفلام)
جيمس باور (بالألمانية: James Bauer)‏ (و. 1884 – 1940 م) هو مخرج أفلام، وكاتب سيناريو، ومنتج أفلام، وممثل مسرحي ألماني، ولد في هامبورغ، توفي في الأرجنتين، عن عمر يناهز 56 عاماً.

## وصلات خارجية
- جيمس باور على موقع IMDb (الإنجليزية)
- جيمس باور على موقع قاعدة بيانات الأفلام السويدية (السويدية)
- جيمس باور على موقع قاعدة بيانات الفيلم (الإنجليزية)
- جيمس باور على موقع كينوبويسك (الروسية)

- جيمس باور في قاعدة بيانات الأفلام على الإنترنت